# Очиток Адольфа
Очиток Адольфа (лат. Sedum adolphi; син. Sedum nussbaumerianum) — вид суккулентных растений рода Очиток (Sedum) семейства Толстянковые (Crassulaceae), происходящий из Мексики, конкретно из штата Веракрус.

## Название
Родовое латинское название Sedum происходит от лат. sedare, что означает «усмирять» (сочные листья обладают свойствами болеутоляющего средства при обработке ран) или sedere – сидеть (многие виды распространены по поверхности земли). Русское название рода «Очиток» заимствовано из украинского языка и происходит от украинского слова «очисток», так как растение применяется в качестве лечебного очищающего средства.
Видовой латинский эпитет adolphi дан в честь профессора Адольфа Энглера (1844-1930), немецкого ботаника из Берлина и директора Берлинского ботанического сада и музея.
Старый видовой эпитет nussbaumerianum — Нуссбаумера, который по-прежнему встречается в сети, был дан в честь Эрнста Нуссбаумера, главного садовника («инспектора») Ботанического сада в Бремене, Германия.

## Описание

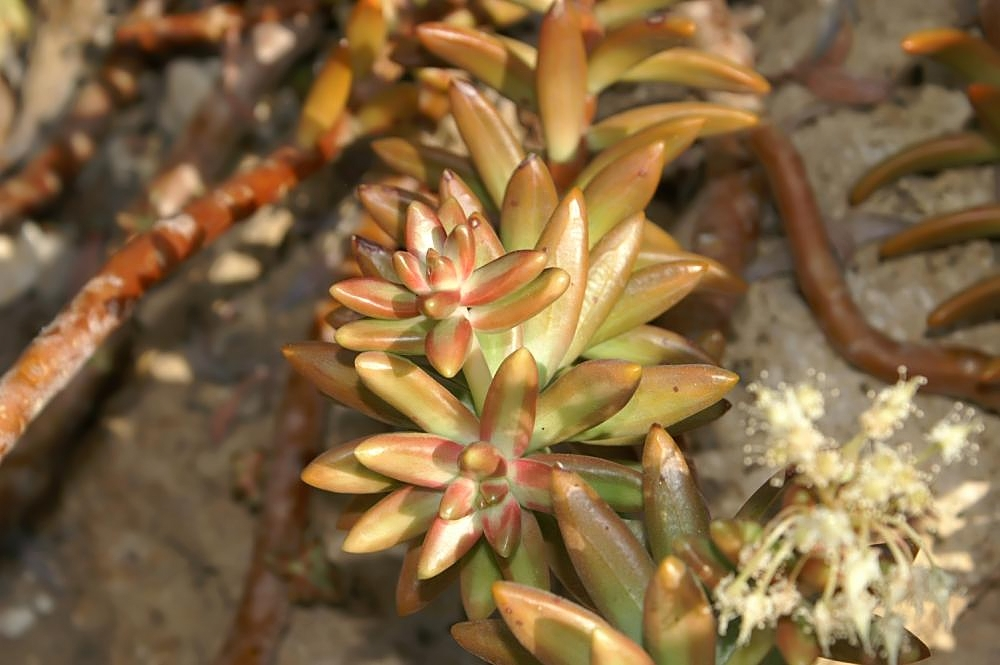
Розетки

Очиток Адольфа — невысокий многолетний суккулентный кустарник, достигающий высоты до 20 см и ширины 50-60 см (в природе некоторые старые экземпляры могут иметь ширину около метра).
Стебли растения красновато-коричневые, голые, лежащие на земле, но с верхушкой, направленной вверх; не формируют воздушных корней. На стеблях формируются розетки, окрашенные от желто-зеленого до оранжевого, с заостренными концами листьев. Розетки удлиненные, шириной 7,5 см, с листьями, имеющими миндалевидную форму с острыми концами. Листья выпуклые, полуцилиндрические, мясистые, оливково-зеленые, на солнце переходят от желто-зеленых до оранжевых. Главные листья имеют размеры 22-39 мм в длину, 10-16 мм в ширину и 5-8 мм в толщину. Этот вид отличается более крупными листьями, длиной около 4 см, которые под воздействием солнечного света при выращивании приобретают ярко-желто-оранжевый оттенок.
В конце зимы и весной на растении появляются белые, слегка ароматные цветы, собранные в зонтикообразное соцветие с плоской верхушкой. Цветоносы соцветий восходящие и пазушные. Цветки 5-(реже 4-)мерные, белые или бледно-розовые, слегка ароматные. Чашелистики яйцевидные, сросшиеся у основания, бледно-зеленые. Лепестки ланцетные, сросшиеся у основания, белые. Пыльники окрашены в лососево-розовый цвет. Нектарники квадратные, усеченные и маргинальные, белые. Семена сетчатые.
Число хромосом: 2n = 128.

## Таксономия
Sedum adolphi Raym.-Hamet, Notizbl. Königl. Bot. Gart. Berlin 5: 277 (1912).

### Синонимы
Гетеротипные (основанные на разных номенклатурных типах):
- Sedum nussbaumerianum Bitter (1923)

## Примечание
1. ↑  Sedum adolphi Raym.-Hamet | Plants of the World Online | Kew Science (англ.). Plants of the World Online. Дата обращения: 18 января 2024. Архивировано 2 ноября 2022 года.
2. ↑  Очиток//Этимологический словарь русского языка. — М.: Прогресс. [[Макс Фасмер|М. Р. Фасмер]]. 1964—1973. Дата обращения: 18 апреля 2017. Архивировано 19 апреля 2017 года.
3. 1 2  Urs Eggli, Leonard E. Newton. Etymological dictionary of succulent plant names. — Berlin Heidelberg: Springer, 2004. — 266 с. — ISBN 978-3-540-00489-9.
4. ↑  Очиток Нуссбаумера уход (почву, удобрение, обрезка). PictureThis. Дата обращения: 18 января 2024. Архивировано 3 сентября 2022 года.
5. ↑  Коллекции растений ЦСБС СО РАН - Sedum nussbaumerianum Bitter – Седум Нуссбаумера (по новым данным Sedum adolphi Raym.-Hamet). www.csbg.nsc.ru. Дата обращения: 18 января 2024.
6. 1 2 3 4  Sedum nussbaumerianum. www.llifle.com. Дата обращения: 18 января 2024.
7. ↑  Sedum adolphi Raym.-Hamet | Plants of the World Online | Kew Science (англ.). Plants of the World Online. Дата обращения: 2 ноября 2022. Архивировано 2 ноября 2022 года.